# Gerhard Freidl
Gerhard Freidl (* 28. Dezember 1983 in Althofen) ist Model und Schauspieler aus Österreich.

## Leben und Werk
Entdeckt wurde Freidl im Mai 2007 in der Wiener U-Bahn. Der Kurier beschrieb die Szene so: „Kosmas Pavols, Head Booker von „Wiener Models“, nahm den makellosen Blonden sofort unter Vertrag.“ Dieser machte eine Blitzkarriere auf dem Laufsteg der Mailänder Modewoche für Burberry, Prada, Fendi und Zegna. Es folgten Kampagnen für Dolce & Gabbana und Gucci. Ab 2013 war er der Protagonist für Karl Lagerfelds Collection und Kampagne für Dior Homme. Der Modeschöpfer fotografierte das Model auch für das Lookbook der „Métiers d’art“-Kollektion von Chanel.
Seit 2012 übernimmt Freidl auch schauspielerische Aufgaben – zuerst in den Kurzfilmen Shakki  (von Julien Landais, mit Andréa Ferréol) und La nuit (von Joffrey Monteiro-Noël). 2013 verkörperte er den Chauffeur in Opium, einer musikalischen Filmkomödie von Arielle Dombasle. 2014 war er an der Hochglanzproduktion Yves Saint Laurent, einem Biopic von Jalil Lespert, beteiligt.

## Auszeichnung
- 2013 Vienna Fashion Award als Best Model

## Nachweise
1. ↑  Kurier (Wien): Topmodel made in Austria (Memento des Originals vom 30. Oktober 2014 im Internet Archive)  Info: Der Archivlink wurde automatisch eingesetzt und noch nicht geprüft. Bitte prüfe Original- und Archivlink gemäß Anleitung und entferne dann diesen Hinweis., Ein Kärntner erobert Karl Lagerfeld & die Modewelt, 31. Januar  2013.
2. ↑  Die Presse: Gerhard Freidl: Im Herrenzimmer, 21. März 2013.